# Chris Eagles
Christopher Mark "Chris" Eagles (født 19. november 1985 i Hemel Hempstead, Hertfordshire, England) er en engelsk fodboldspiller, hvis normale spillerposition er som den angribende højre midtbanespiller. Han har gennem karrieren spillet for blandt andet Manchester United, Burnley og Port Vale.

## Karriere

### Tidlig karriere
Som barn var Eagles sæsonkortholder hos Tottenham Hotspur, som han så sammen med sin familie. Oprindeligt kom han gennem ungdomssystemet hos Watford, men Eagles forlod dem, da han blev 14 for at tilslutte sig Manchester Uniteds akademi. Betalingen til Watford for dette skift blev senere en del af en pakkeløsning, som gjorde at Danny Webber kom i den modsatte retning, til Watford.